# Æthelweard (historien)
Pour les articles homonymes, voir Æthelweard.
Œuvres principales
- Chronicon

Æthelweard (fl. 975-998) est un noble et historien anglo-saxon.

## Biographie
Æthelweard est ealdorman « des provinces occidentales », c'est-à-dire probablement du Devon, du Somerset et du Dorset. Il obtient la prééminence parmi ses pairs en 993 et participe aux négociations avec le Viking Olaf Tryggvason qui aboutissent à la conversion de ce dernier en 994. On perd sa trace en 998, et il est probablement mort peu après cette date.
Æthelweard est l'auteur d'une traduction latine de la Chronique anglo-saxonne, dans le style herméneutique, qui comprend des informations absentes des autres versions de ce texte. Ce Chronicon, probablement rédigé entre 975 et 983, est dédié à sa cousine Mathilde, abbesse d'Essen et descendante d'Édouard l'Ancien. Il est également l'ami et le protecteur du lettré Ælfric d'Eynsham.
Dans son Chronicon, Æthelweard se présente comme un descendant du roi Æthelred de Wessex (le frère aîné d'Alfred le Grand, mort en 871), mais son ascendance exacte est impossible à retracer. Il est possible qu'il soit le frère d'Ælfgifu, l'épouse du roi Eadwig (mort en 959). Il est le père de l'ealdorman Æthelmær Cild et le grand-père de l'archevêque de Cantorbéry Æthelnoth.